# 290 f.Kr.

## Händelser

### Efter plats

#### Romerska republiken
- Den romerske generalen och konsuln Manius Curius Dentatus vinner en avgörande seger över samniterna, vilket gör slut på det krig, som har varat i 50 år. Han får också de upproriska sabinerna att ge sig. Deras territorium annekteras och de får "civitas sine suffragio" ("medborgarskap utan rösträtt"). Samniterna erkänns av romarna som autonoma allierade, men de tvingas i gengäld ge upp en del av sitt land till romarna.

#### Egypten
- Ptolemaios hustru Berenike utropas till drottning av Egypten. Ptolemaios grundar staden Berenike vid Röda havet till hennes ära. Den blir en viktig knutpunkt för den egyptiska handeln med österlandet.

#### Asien
- Kung Bindusara utsträcker det indiska Mauryariket till den stora slätten Deccan.

## Födda
- Apollonios Rhodios, grekisk poet, grammatiker och författare till Argonautica, ett epos på fyra böcker om argonauternas resa (född omkring detta år; död omkring 215 f.Kr.)

## Avlidna
- Dikaiarchos, grekisk filosof, kartograf, geograf, matematiker och polygrafiker
- Mencius, kinesisk konfuciansk filosof från den senare Zhouperioden